# Alifushi
Alifushi är en ö i Maldiverna. Den ligger i den norra delen av landet, 210 km norr om huvudstaden Malé. Geografiskt utgör Alifushi, tillsammans med den obebodda ön Etthingili, en egen atoll norr om Norra Maalhosmadulu atoll. Den tillhör administrativt Raa atoll. 